# Магнитное число Рейнольдса
Магнитное число Рейнольдса (Rem) — критерий подобия в магнитной гидродинамике, характеризующий взаимодействие проводящих движущихся жидкостей и газов (плазмы) с магнитным полем. Оно определяется следующим образом:
{\displaystyle \operatorname {Re} _{m}\,=\mu \,\mu _{0}\,\varsigma \,L\,v},
где
- {\displaystyle \varsigma } — электропроводность;
- {\displaystyle \mu } — магнитная проницаемость;
- {\displaystyle L} — характеристическая длина;
- {\displaystyle v} — скорость.

Аналогия этого критерия с числом Рейнольдса возникает, если ввести понятие коэффициента магнитной вязкости:
{\displaystyle \eta _{m}\,={\frac {\rho }{\mu \,\mu _{0}\,\varsigma }}}.
Тогда магнитное число Рейнольдса можно записать, как и обычное число Рейнольдса:
{\displaystyle \operatorname {Re} _{m}\,={\frac {\rho \,L\,v}{\eta _{m}}}}.
По величине магнитного числа Рейнольдса все процессы в магнитной гидродинамике делятся на два класса:
- {\displaystyle \operatorname {Re} _{m}\,\leqslant 1} (то есть с малой проводимостью) — низкотемпературная плазма;
- {\displaystyle \operatorname {Re} _{m}\,\gg 1} (то есть с большой проводимостью или большими размерами) — астрофизические объекты, высокотемпературная плазма.

Именно магнитное число Рейнольдса определяет порог самогенерации магнитного поля (см. динамо-эффект). Динамо Пономаренко имеет самый низкий (из известных) порог генерации — {\displaystyle \operatorname {Re} _{m}\approx 17,7}.